# Simulación basada en la Web
Simulación basada en la web (WBS) es la ejecución de los servicios de simulación por el ordenador en la World Wide Web (Red Informática Mundial), específicamente a través de un navegador de la web.
Cada vez más, la web está siendo considerado un ambiente para proporcionar aplicaciones de modelación y simulación, y como tal, es un área emergente de investigación dentro de la comunidad de simulación.

## Aplicación
La simulación basada en la web es utilizada en varios contextos:
- En tecnología educativa, diversos principios pueden ilustrarse rápidamente a los alumnados por medio de la animación interactiva computarizada, por ejemplo durante manifestaciones de conferencia y ejercicios de ordenador.
- En la educación a distancia, la simulación basada en la web puede proporcionar una alternativa a las caras instalaciones de software de simulación en los ordenadores de los estudiantes, o una alternativa a los caros equipamientos de laboratorio.
- En ingeniería de software, la simulación basada en la web permite el desarrollo de aplicaciones y pruebas en una plataforma destinadas para otras plataformas , por ejemplo para varios sistemas operativos móviles[7] o micronavegadores,  sin la necesidad de hardware de destino o software de simulación localmente instalada.
- En juegos de computadoras en línea, se puede simular un escenario 3D, y viejos ordenadores domésticas y consolas de videojuego pueden ser emulados, permitiendo al usuario jugar juegos antiguos de computadoras en el navegador de la web.
- En educación médica, educación de enfermero y educación relacionado con salud (como la formación ecografista formación), la simulación basada en la web puede ser utilizado para el aprendizaje y la práctica de los procesos clínicos-sanitarios. la simulación basada en la web enfatiza los elementos cognitivos tales como los pasos de los procedimiento, las decisiones, los dispositivos/ herramientas que se utilizan, así como la localización anatómica correcta.

## El lado del cliente vs los enfoques del lado del servidor
La simulación basada en la web puede tener lugar ya sea en el lado del servidor o del cliente. En la simulación del lado del servidor, los cálculos numéricos y visualización (generación de áreas y otro gráfico por el ordenador) son llevados a cabo en el servidor de la web, mientras la interactiva interfaz gráfica del usuario (GUI) a menudo es proporcionado por los clientes, por ejemplo utilizando programación del lado del servidor como PHP o Interfaz de entrada común, servicios interactivos basados en Ajax o un software de aplicación convencional accediendo de forma remota a través de un VNC Java applet. 
En la simulación del lado del cliente, el programa de simulacro se descarga desde el lado del servidor, pero se ejecuta completamente en el lado de cliente, por ejemplo utilizando Java applets, Animación Flash, JavaScript, o algún visor matemático del software plug-in. La simulación del lado del servidor no es escalable para muchos usuarios simultáneos, pero exige menos rendimiento a los ordenadores de los usuarios y al navegador plus-in de la simulación del lado del cliente. 
El plazo del simulacro en línea a veces hace referencia a la simulación basada en la web del lado del servidor, a veces al simulacro simbiosis, por ejemplo, un simulacro que interactúa en tiempo real con un sistema físico.
Las nuevas tecnologías, tales como la computación en nube pueden ser utilizadas para los nuevos enfoques de simulación del lado del servidor. Por ejemplo,  hay[los ejemplos necesitados] aplicaciones de simulación de agentes múltiples que se despliega en las instancias de computación en la nube y actúan de forma independientemente. Esto permite que las simulaciones sean altamente escalables.[La aclaración necesitada]

## Herramientas existentes
- AgentSheets – herramienta gráfica programada para la creación de juegos de simulación basada en la web, como ser Los Sims, y para enseñar programación a los principiantes.
- AnyLogic – es una herramienta gráfica programada para generar códigos de Java para simulación por eventos discretos, dinámica de sistemas y modelos basado en agentes.
- Fácil Simulacros de Java – una herramienta para la modelación y visualización de fenómenos físicos, que genera automáticamente códigos de Java a partir de expresiones matemáticas.
- ExploreLearning Gizmos – Una gran biblioteca de simulacros interactivos en línea para las matemáticas y en los niveles educativos de ciencia 3–12.
- Interfaces de web GNU octave – MATLAB un software de código abierto compatible.
- Google Chart – para la generación de gráficos incrustados en las páginas web.
- Lanner Grupo Ltd L-SIM Servidor - Motor de simulación de eventos discretos basada en Java que soporta los estándares modelo como BPMN 2.0
- Nanohub – Web 2.0 en el navegador de simulación interactiva de la nanotecnología.
- NetLogo – un lenguaje de programación multi-agente e integrado en el entorno de modelación que se ejecuta una la máquina virtual de Java.
- OpenPlaG – basado en PHP para el uso en sitios web.
- OpenEpi – un paquete de herramientas basado en la web para bioestadísticas.
- El Recursiva Poroso Agente de Herramientas de Simulación (Repast) – la modelación basada en agentes y simulación de herramientas implementado en Java y en diversos idiomas.
- SAGE – un software de códigos numéricos de análisis abierto con interfaz en la web, basado en el lenguaje de programación de Pitón.
- Simulacro123 – una herramienta de apoyo de simulación de documentación en la web, una categoría de simulación basada en la web[1]
- Simulacro social – la revisión de los sistemas de la sociología computacional y agente de base.
- StarLogo – lenguaje de simulación basado en agentes escrito en Java.
- VisSim – Programador gráfico de esquemas de flujo de datos para simulacro de sistemas dinámicos.
- webMathematica Y Jugador Matemático – un sistema computacional algebraico y lenguaje de programación.
- VisualSim Explorer - habilita modelos de nivel del sistema para ser incrustado en documentos para visualización, simulacro y análisis desde un Navegador de la Web sin ningún tipo de instalación de software local.